# Родак, Марек
Ма́рек Ро́дак (словац. Marek Rodák; 13 декабря 1996, Кошице) — словацкий футболист, вратарь клуба «Аль-Иттифак». Игрок сборной Словакии.

## Биография

### Клубная карьера
Воспитанник клуба «Кошице». В 2013 году перешёл в систему английского «Фулхэма», но в первое время играл за младшие команды и отдавался в аренду в клубы низших лиг. В первой половине 2015 года играл в Южной национальной лиге за «Фарнборо», в первой половине 2016 года — в Национальной лиге за «Уэллинг Юнайтед», а весной 2017 года — во Лиге 2 за «Аккрингтон Стэнли». В заявку на официальный матч первой команды «Фулхэма» впервые попал в декабре 2014 года, но остался в запасе. Первый матч за клуб сыграл в рамках Кубка английской футбольной лиги 8 августа 2017 года против «Уиком Уондерерс».
В августе 2017 года был отдан в аренду в «Ротерем Юнайтед», на следующий год аренда была продлена. Родак был основным вратарём клуба, сыграв за это время 83 матча в чемпионатах (из них 3 — в плей-офф). В сезоне 2017/18 его клуб пробился через плей-офф Лиги 1 и на следующий год выступал в Чемпионшипе.
В сезоне 2019/20 игрок вернулся в «Фулхэм» и занял место основного вратаря, сыграв 33 из 46 матчей в Чемпионшипе и все 3 матча своего клуба в плей-офф. Его клуб финишировал четвёртым в лиге и смог завоевать право на повышение в классе через плей-офф. Однако после выхода в Премьер-лигу клуб взял в аренду Альфонса Ареоля, который вытеснил словака с позиции основного вратаря. В сезоне 2020/21 Родак провёл только 2 матча в Премьер-лиге — в первом и последнем турах.

### Карьера в сборной
Вызывался в юниорские сборные Словакии разных возрастов. В составе сборной 19-летних провёл 5 официальных матчей. В составе сборной 21-летних в 2017 году был участником финального турнира чемпионата Европы, но ни разу не вышел на поле. В следующем отборочном цикле стал основным вратарём молодёжной сборной, сыграв 9 матчей. В игре против ровесников из Исландии (3:2) забил победный гол на 94-й минуте. Это был не первый гол Родака в карьере, он уже забивал за молодёжный состав «Фулхэма».
В национальную сборную Словакии впервые вызван в июне 2018 года. Дебютный матч за сборную сыграл 7 сентября 2020 года в рамках Лиги наций УЕФА против Израиля. В июне 2021 года включен в состав сборной на финальную часть чемпионата Европы.

## Личная жизнь
Отец, Марек Родак-старший (род. 1971) также был футболистом и играл на позиции вратаря, в дальнейшем — тренер вратарей. Младший брат Патрик (род. 2002) также занимается футболом.